# Mehmet III
Mehmet III (Osmaans: محمد ثالث , Meḥmed-i sālis) (Manisa, 26 mei 1566 - Constantinopel, 22 december 1603) was sultan van het Ottomaanse Rijk vanaf 1595 tot aan zijn dood in 1603. 
Mehmet III volgde in 1595 zijn vader op nadat deze was overleden. Hij erfde een rijk dat in verval was en een zware oorlog op de Balkan voerde en kampte met economische chaos. Mehmet III blijft zelfs in de Ottomaanse geschiedenis berucht vanwege het opknopen van zijn zestien broers bij zijn opvolging. Hij liet ook nog ruim twintig van zijn zussen wurgen. Mehmet III was een zwak heerser, hij liet de regering over aan zijn moeder Safiye Sultan. De belangrijkste gebeurtenis uit zijn regeerperiode was de Lange Oorlog in Hongarije (1593 - 1606)
Tijdens zijn regering ging de toestand van het rijk er nog verder op achteruit. De corruptie groeide ongeremd, omdat Mehmet III er niets aan deed. Terwijl zijn moeder de politiek domineerde verslechterde het bestuur nog verder en zette de economische achteruitgang door. Ondertussen peuterden de Janitsaren ook telkens meer privileges en macht los.
Nederlagen in de Oostenrijks-Ottomaanse Oorlog dwongen Mehmet ertoe persoonlijk leiding te nemen van het leger. Hij was de eerste sultan die dit deed sinds zijn overgrootvader Suleiman de Grote. Hij bleek echter een zwak militair te zijn. Mehmets legers namen Eger in 1596 in en versloegen de Habsburgse en Transsylvaanse legers tijdens de Slag van Mezőkeresztes waarbij de sultan moest afgeraden worden het strijdtoneel te ontvluchten halverwege het gevecht.
De regeerperiode van Mehmet III zag geen grote tegenslagen voor het geleidelijk krimpende Ottomaanse Rijk.
Mehmet III stierf in 1603. Hij werd opgevolgd door zijn zoon Ahmed I.